# Martin St. Pierre (friidrottare)
Martin St. Pierre, född 4 mars 1972, är en friidrottare från Kanada. Han deltog vid olympiska sommarspelen 1996.